# Tish Daija

Fußballer und Komponist: Tish Daija (1926–2003)

Tish Daija (* 30. Januar 1926 in Shkodra; † 3. Oktober 2003 in Tirana) war ein albanischer Fußballer und Komponist.

## Leben
In Shkodra erhielt Tish Daija wie seine Kollegen und Freunde Tonin Harapi, Çesk Zadeja, Lukë Kaçaj und Simon Gjoni seine erste musikalische Ausbildung an der dortigen Franziskanerschule. Er sang im Chor der Franziskanerkirche unter der Leitung der Fratres und Musiker Martin Gjoka und Filip Mazreku. 1946 beendete er das Gymnasium in seiner Heimatstadt, anschließend wurde er Musiklehrer in Vlora.
Bevor Daija sich ausschließlich der Musik zuwandte, war er erfolgreich als Fußballer aktiv und Ende der 1940er-Jahre einer der besten Torschützen als Stürmer des KS Flamurtari Vlora. In der Meisterschaft 1948 wurde er mit Vlora Vizemeister; im Finalspiel hatte er einen Treffer erzielt.
Infolge der Anlehnung Albaniens an die Sowjetunion studierte Daija von 1951 bis 1956 am Moskauer Tschaikowsky-Konservatorium. Nach seiner Rückkehr nach Albanien wurde er in das Ministerium für Bildung und Kultur berufen. Von 1962 bis 1979 war er künstlerischer Leiter des Staatsensembles für Volkslieder und Volkstänze, mit dem er auch häufig im Ausland auftreten konnte.
Neben seinem eigenen kompositorischen Schaffen engagierte sich Daija wesentlich beim Aufbau professioneller Institutionen innerhalb des albanischen Musiklebens. So begründete er gemeinsam mit Zadeja und Harapi die Kompositionsabteilung am Staatlichen Konservatorium von Tirana, wo er als Lehrer und später Professor zur Ausbildung mehrerer Generationen von Komponisten, Musikwissenschaftlern und Instrumentalisten beitrug. Zu seinen Schülern zählten neben anderen Feim Ibrahimi und Lejla Agolli.
Tish Daija erhielt zahlreiche Preise und Ehrungen, darunter den Titel Volkskünstler Albaniens (Artist i Popullit të Shqipërisë) der Sozialistischen Volksrepublik Albanien, lebte aber in seinen späteren Lebensjahren in vergleichsweise sehr bescheidenen Verhältnissen. 1999 wurde er in die Albanische Akademie der Wissenschaften, 2000 in die Akademie der Wissenschaften und Künste des Kosovo aufgenommen. Er starb am 3. Oktober 2003 und wurde auf dem Sharra-Friedhof in Tirana bestattet.

„Tish Daija hat den Grundstein in der nationalen musikalischen Bühnenkunst gelegt, indem er eine Innovation in die albanische Musik gebracht und einen greifbaren Fortschritt für die Zeit markiert hat. Seine Kreativität wird immer im Pantheon der albanischen Musik bleiben. Mit seinem Abgang wurde die letzte Kerze der Generation angezündet, die in der Geschichte der albanischen Musik als die ihrer zeitlosen Klassiker gelten kann.“

## Werke (Auswahl)

### Bühne
- Leljaja. Operette (1957)
- Frühling. Oper (1960)
- Halil und Hajria. Ballett (1963)
- Herbst der Kunst. Operette (1967)
- Die Söhne des Fischers. Ballett (1972)
- Vjosa. Oper (1980)
- Blumen des Cajupi. Operette (1990)

### Orchester
- Ein Tag beim Picknick. Sinfonische Suite (1955)
- Divertimento für Streichorchester
- Festouvertüre
- Drei Sinfonische Tänze

### Soloinstrument und Orchester
- Fantasie für Violine und Orchester (1974)
- Konzert für Klavier und Orchester (1982)
- Nach Süden für Flöte und Orchester
- Poem für Violine und Orchester
- Rhapsodie für Flöte und Orchester

### Duos und Kammermusik
- Streichquartett (1953)[3]
- Harfenquartett (1954)
- Fatale Beharrlichkeit für Kontrabass und Klavier (1977)
- Gedanken in Bewegung für Violoncello und Klavier (1996)
- Albanische Tänze für eine bis vier Flöten

### Filmmusik
- Fëmijët e saj. Regie: Hysen Hakani (1957)
- Debatik (Deutsche Synchronfassung: Jugend im Sturm). Regie: Hysen Hakani (1961)
- Komisari i Dritës. Regie: Dhimiter Anagnosti (1966)
- Kryengritje në pallat. Regie: Xhanfise Keko (1972)
- Tingujt e luftës. Regie: Xhanfise Keko (1976)